# Modern Medicine
Modern Medicine est une exposition collective d'art contemporain présentée dans Building One, l'un des bâtiments composant l'ancienne fabrique de biscuits Peek Freans (en), à Bermondsey, Londres, en 1990.
L'exposition a été organisée par Billee Sellman, Damien Hirst et Carl Freedman. L'exposition comprenait la première présentation de la sculpture One Thousand Years de Damien Hirst. C'était l'une des nombreuses expositions-entrepôts à partir desquels la scène artistique YBA s'est développée — avec Freeze et East Country Yard.

## Artistes exposés
- Mat Collishaw
- Grainne Cullen
- Dominic Denis
- Angus Fairhurst
- Damien Hirst
- Abigail Lane
- Miriam Lloyd
- Craig Wood
- Dan Bonsall